# Ducie (eiland)
Ducie eiland is een onbewoond koraalatol binnen de Pitcairneilanden, de enige Britse kolonie in de Stille Zuidzee. Het koraalatol bestaat uit een groot eiland (Acadia) met drie kleinere (Edwards, Pandora en Westward). Het eiland ligt op 477 km ten oosten van het hoofdeiland Pitcairn.

## Geschiedenis
Ducie werd in 1606 voor het eerst gezien door de Portugese navigator Pedro Fernandez de Quiros die het Encarnacion of Luna puesta noemde.
Ducie werd in 1791 herontdekt door kapitein Edward Edwards van HMS Pandora, die toen op zoek was naar de muiters van HMS Bounty. Deze hadden erg geluk dat de kapitein niet verder lineair doorvoer, anders zouden de muiters hoogstwaarschijnlijk zijn ontdekt en waarschijnlijk was de geschiedenis van de Pitcairneilanden dan heel anders verlopen. Het eiland werd door Edwards vernoemd naar baron Francis Ducie, een kapitein van de Britse marine. In 1881 leed het schip de Acadia, evenals vele andere schepen later, schipbreuk op het eiland. Hierdoor kreeg het hoofdeiland zijn naam. De bemanning van dit schip wist, na een zware dertiendaagse reis te ontkomen naar Pitcairn.
In 1902 werd het geannexeerd en toegevoegd aan de Britse kroonkolonie de Pitcairneilanden.

## Flora en fauna
Het hoofdeiland Acadia wordt bevolkt door hagedissen, twee krabbensoorten, de Polynesische rat en tienduizenden zeevogels, zoals de stormvogel (grootste populatie ter wereld; 250.000 paartjes), fregatvogel, maskergent, elfenstern en andere tropische vogels. De vegetatie is beperkt tot twee soorten struiken, één uit het geslacht Tournefortia en één in mindere mate uit het geslacht Pemphis. De diepe lagune bevat giftige vissen, zoals Caranx melampygus, en een grote kolonie haaiensoorten.